# Kazimierz Michalik (1926–2005)
Kazimierz Michalik (ur. 28 stycznia 1926 w Lublinie, zm. 14 sierpnia 2005 w Warszawie) – polski geodeta i kartograf, profesor Politechniki Warszawskiej.

## Życiorys
W latach 1949–1953 odbył studia inżynierskie na Wydziale Geodezyjnym Politechniki Warszawskiej (ze specjalnością urządzenia rolne), w latach 1957–1959 odbył studia magisterskie na Wydziale Geodezji i Kartografii tej uczelni (ze specjalnością fotogrametria). W 1967 obronił doktorat nauk technicznych na podstawie rozprawy Koncepcja afinografu uniwersalnego oraz analiza możliwości jego zastosowania do mechanicznego przekształcania niektórych siatek kartograficznych. W lutym 1985 otrzymał tytuł profesora nadzwyczajnego. Od 1961 był pracownikiem naukowym Politechniki Warszawskiej, kolejno asystentem, adiunktem (1967–1972), docentem (1972–1985) i profesorem w Katedrze Kartografii. Kierował tą Katedrą w latach 1977–1991, pełnił również funkcję dyrektora Instytutu Fotogrametrii i Kartografii Politechniki Warszawskiej (1985–1991). Wykładał m.in. przedmiot "Redakcja i opracowanie map". Pod jego kierunkiem doktoraty obroniło pięciu naukowców.
W latach 1984–1990 wchodził w skład Komitetu Geodezji PAN, był zastępcą przewodniczącego Komitetu ds. Kartografii Ogólnej przy prezesie Głównego Urzędu Geodezji i Kartografii, a także zastępcą przewodniczącego Rady Naukowej Instytutu Geodezji i Kartografii. Działał w Stowarzyszeniu Geodetów Polskich, w ramach którego był wiceprzewodniczącym Sekcji Kartografii. Został odznaczony m.in. Krzyżem Kawalerskim Orderu Odrodzenia Polski, był laureatem nagród resortowych.
Zainteresowania naukowe Kazimierza Michalika obejmowały metodykę redagowania treści map. Był autorem lub współautorem 90 prac naukowych, ogłaszanych na łamach "Geodezji i Kartografii", "Przeglądu Geodezyjnego", "Prac Instytutu Geodezji i Kartografii".
Został pochowany na cmentarzu we Włochach.